# ديانا موران
ديانا موران (بالإنجليزية: Diana Moran)‏ هي مقدمة تلفزيونية وصحفية وعارضة بريطانية، ولدت في 11 يونيو 1939 في برستل في المملكة المتحدة.

## وصلات خارجية
- ديانا موران على موقع IMDb (الإنجليزية)